# Furovirus
Genre
Espèces de rang inférieur
- Chinese wheat mosaic virus[2]
- Oat golden stripe virus
- Soil-borne cereal mosaic virus
- Soil-borne wheat mosaic virus
- Sorghum chlorotic spot virus

Furovirus est un genre de virus qui infecte les plantes (phytovirus), rattaché à la famille des Virgaviridae. Il comprend cinq espèces officiellement décrites, dont le SBWMV (wheat mosaic virus), le virus de la mosaïque du blé, qui est l'espèce-type.
Ce sont des virus à ARN simple brin à polarité positive (ssRNA), non enveloppés, en forme de bâtonnets. Le génome, biparti, est constitué de deux segments d'ARN, ARN1 et ARN2, de 7,1 kb et 3,5 kb respectivement.
Ces virus infectent les plantes de la famille des graminée (Poaceae), ainsi que des champignons, dont des membres du genre Polymyxa (genre reclassé parmi les Protistes fongiformes) qui sont des vecteurs de virus.